# Захаров, Сергей Ефимович (художник)
Сергей Ефимович Захаров (1900, Александровск, Сахалинская область, Российская империя — 1993, Санкт-Петербург, Россия) — живописец, акварелист, дизайнер, художник-монументалист, архитектор, заслуженный деятель искусств Таджикской ССР, член Ленинградской организации Союза художников РСФСР.

## Биография
Захаров Сергей Ефимович родился 26 ноября 1900 года в городе Александровске-Сахалинском Сахалинской области, где его отец отбывал военную службу в качестве писаря при военном госпитале. В 1910 году семья переехала в Новосибирск. В том же году Захаров поступил в Новосибирское реальное училище, которое окончил в 1917 году.
В 1917—1927 годах учился в Томском архитектурно-строительном институте. Одновременно в 1917—1922 годах занимался в Томском художественном училище.
После окончания института, в 1927—1931 годах, жил в Свердловске, был членом Свердловского филиала АХР. Там же в 1927 начал участвовать в выставках АХР. Писал натюрморты, жанровые композиции, пейзажи, портреты, работал в технике акварели и темперной живописи, занимался монументальной живописью и дизайном интерьеров. Работая в Свердловске в Уралгипроземе и Уралжилстрое, принимал участие в проектировании Магнитогорского завода и ряда общественных зданий Свердловска. В 1930 году совместно с архитектором В. И. Смирновым проектировал здание гостиницы «Большой Урал». С 1931 года жил в Ленинграде, куда был командирован Уралжилстроем для повышения квалификации в НИИ коммунального хозяйства. В 1933 году перешёл на работу в ленинградский Облпрофсовет, где участвовал в качестве архитектора в проектировании Театра Ленинского комсомола (1933—1935) и общественных зданий. В 1935 году перешёл на работу в мастерскую № 7 Ленпроекта, где занимался проектированием школьных зданий. Там же в 1936 году вошёл в бригаду по проектированию здания театра оперы и балета в Сталинабаде. В 1938 году был принят в члены Ленинградского Союза советских художников.
В 1938—1939 годах Захаров работал главным художником павильона «Хлопок» на Всесоюзной сельскохозяйственной выставке в Москве. В 1940 году в связи с выполненным проектом внутренней отделки здания театра в Сталинабаде выехал на место строительства для выполнения рабочих чертежей. В мае 1941 вновь выехал в Сталинабад для осуществления авторского надзора за выполнением проекта внутренней отделки театра и росписи плафона зрительного зала. После завершения строительства в 1942 перешёл на работу в Союз художников Таджикистана, состоял членом правления и заместителем председателя Союза. В 1945 два пейзажа горного Таджикистана С. Захарова были приобретены Третьяковской галереей.
После возвращения в Ленинград в 1945-46 годах участвовал в восстановлении здания Ленгорисполкома (бывшего Мариинского дворца), за что был удостоен медали «За доблестный труд в Великую Отечественную войну». В 1947 Захаров был вновь приглашён в Таджикистан для разработки проекта внутренней отделки Дома правительства в Сталинабаде, а также для выполнения эскизов и осуществления в натуре росписи стен и плафонов (совместно с художницей Зубреевой М. А.). В 1951 за эту работу С. Захаров был удостоен почётного звания Заслуженный деятель искусств Таджикской ССР.
Параллельно С. Захаров разрабатывал в архитектурно-художественных мастерских Ленизо проекты внутренней отделки советских трансатлантических теплоходов. В 1954 был награждён орденом «Знак Почёта» за деятельность в области развития архитектуры и изобразительного искусства Таджикской ССР. Как художник-станковист работал преимущественно в технике акварели и темперной живописи. Выдающийся акварелист. Всеобщее признание получили натюрморты художника, выполненные в технике акварельной заливки. Свободная, широкая манера письма не мешала художнику убедительно передавать красоту и материальность предметного мира, делая почти осязаемыми прозрачность винограда или сочность разрезанной спелой дыни. Среди станковых произведений, созданных Захаровым, работы «Закат», «Нижний Тагил» (обе 1928), «Лебяжья канавка» (1935), «Проспект 25 Октября» (1937), «Тимур Малик» (1943), «Ленинград. Военный патруль» (1944), «Осень. Валдай» (1946), «Петродворец. Самсон» (1947), «Река Шелонь» (1950), «В Белоруссии», «Лесной ручей» (обе 1953), «Ирисы» (1954), «В Белоруссии», «Изобилие», «Натюрморт с дыней» (все 1957), «Весна на Малой Охте», «Натюрморт», «На реке Мсте» (все 1959), «Заводской посёлок», «Натюрморт с арбузом» (обе 1960), «Весна. Таджикистан», «Персики», «Город Душанбе», «Индустриальный пейзаж. Таджикистан» (все 1961), «Натюрморт с птицей» (1963), «Фрукты. Натюрморт» (1964), «Гранаты на сюзане» (1969), «Натюрморт с грушами» (1972), «Натюрморт на серебряном подносе», «Натюрморт с гранатами» (обе 1980), «Натюрморт с кактусом», «Натюрморт с гранатами» (обе 1982), «Натюрморт с грушами», «Натюрморт на полосатой ткани» (обе 1986) и другие. Участник выставок акварели в Румынии и Югославии (1965), Чехословакии (1966), Норвегии (1968), на Кубе (1971). Работал на творческой базе ленинградских художников в Старой Ладоге. Персональные выставки художника состоялись в Ленинграде (1937, 1951, 1980, 1984), Кирове (1938), Москве (1962, 1965) и Санкт-Петербурге (1996).
Скончался 24 января 1993 года в Санкт-Петербурге на 93-м году жизни. 
Произведения С. Е. Захарова находятся в Государственном Русском музее, в музеях и частных собраниях в России, Италии, Франции, Великобритании, Таджикистане, США, Германии и других странах.